# Послание на Иеремия
Послание на Иеремия е неканонична книга от Стария завет на Библията. Представлява послание написано от пророк Иеремия към евреите, които предстои да бъдат отведени в плен във Вавилон от Навуходоносор II. В католическата Библия посланието е добавено като последна глава към Книгата на пророк Варуха, а в православната Библия е обособена като отделна книга. Протестантството не го включва в Библията си.
Датата на написване не е напълно ясна. Повечето учени се съгласяват, че тя зависи от някои библейски пасажи, по-специално Иса 44: 9 – 20, 46: 5 – 7, и по този начин може да бъде не по-рано от 540 г. пр.н.е. и не по-късно от 100 г. пр.н.е. Текстът е оцелял само на гръцки. Тъй като не съдържа никакви препратки към еврейски оригинал, възможно е той да е написан на гръцки.
Книгата представлява дълго послание към евреите насочено главно срещу идолите във Вавилон и идолопоклонничеството. Творбата е написана със сериозна практическа цел: да нареди на евреите да не се покланят на боговете на вавилонците, а да се покланят само на Господ. Авторът предупреждава еврейските изгнаници, че ще останат в плен в продължение на седем поколения и че през това време ще станат свидетели на идолопоклонничество. Читателите са призовани да не участват, защото идолите са създадени от хора, не могат да говорят, нямат слух или инстинкт за самосъхранение. След това следва сатирично изобличаване на идолите. В заключението се повтаря предупреждението за избягване на идолопоклонничеството.

## Структура
Текстът може да бъде разделен на четири части:
- надпис (1 стих)
- въведение (стихове 2 – 6)
- основна част – дискурс за незначителността на идолите и безсмислието на идолопоклонствотото (7 – 71 стиха)
- заключение (стих 72)

Книгата иронично описва създаването на идоли, тяхната поддръжка, включително премахването на прах от тях и свещениците, които се възползват от всичко това. В резултат на това авторът стига до заключението, че достойни хора не биха се занимавали с подобна дейност.